# 本田澄
本田 澄（ほんだ きよし）は、日本の情報工学者。大阪工業大学情報科学部情報システム学科准教授。博士（工学）（早稲田大学）。早稲田大学グリーンコンピューティングシステム研究機構招聘研究員。ICPC国際大学対抗プログラミングコンテスト2014実行副委員長。情報処理学会ソフトウェア工学研究会元運営委員。ソフトウェアエンジニアリングシンポジウム(SES2021)プログラム運営委員。
専門は、ソフトウェア工学・ソフトウェア信頼性マネジメント・プログラミング、アジャイル開発・テスト環境（DevOps、CI/CD、機械学習）、eスポーツ・デジタルゲームシステム。

## 略歴
早稲田大学理工学部卒業。同大学院先進理工学研究科ナノ理工学専攻修士課程修了。2016年同大学院基幹理工学研究科情報理工学専攻博士課程修了、博士（工学）(早稲田大学)。同年、早稲田大学グローバルエデュケーションセンター助教。同大学講師を経て、2019年大阪工業大学情報科学部に着任、情報システム学科講師。2025年同学科准教授。
主な所属学会は、情報処理学会、日本ソフトウェア科学会、IEEE、日本デジタルゲーム学会。
主な受賞は、文部科学省「成長分野を支える情報技術人材の育成拠点の形成（enPiT）」 感謝状・貢献賞受賞(2017)、日本ソフトウェア科学会第41回大会優秀発表賞(2024)。

## 主な研究
- 日本情報オリンピック(JOI)予選問題に対するChatGPTによる自動コーディング
- ソフトウェア信頼性成長モデルを利用したプロジェクト支援
- オープンソースソフトウェアにおけるCode Smellと対応するリファクタリングの特徴に関する調査[6] - 早稲田大学基幹理工学部との共同研究
- Grad-CAMを用いた画像認識AIの特徴分析の試み
- eスポーツ・デジタルゲーム「VALORANT」におけるスモークプレイヤー利用者の視線の分析[7]

ソフトウェア工学・ソフトウェア信頼性の対外啓蒙活動として、文部科学省 「成長分野を支える情報技術人材の育成拠点の形成（enPiT）」 の一環である早稲田大学社会人学び直しプログラム「早稲田大学スマートエスイー（スマートシステム＆サービス技術の産学連携イノベーティブ人材育成）」の講師（プログラム：品質エンジニアリング）を務めている。